# Алонсо, Иньяки
Хосе́ Игна́сио Ало́нсо Родри́гес (исп. José Ignacio Alonso Rodríguez или сокращенно Инья́ки Ало́нсо (исп. Iñaki Alonso); род. 7 августа 1968, Дуранго, Страна Басков) — испанский футбольный тренер. Лауреат премии Рамона Кобо (2011).

## Карьера
Не играл в футбол на профессиональном уровне. Окончил школу Маристас-де-Дуранго, Мондрагонский университет, бизнес-школу «Форо Эуропео» в Наварре, тренерские курсы Королевской испанской футбольной федерации. Проходил стажировки в клубах «Атлетик Бильбао», «Барселона», «Реал Сосьедад», «Валенсия», «Эйбар», «Малага». Владеет испанским, английским и баскским языком.
В качестве тренера начинал работать с различными баскскими командами. В 2009 году он впервые за 44 года вывел команду «Реал Унион» во второй по значимости испанских футбольный дивизион — Сегунду. В нём он провёл сезон 2009/2010. В 2010 специалист возглавил «Мурсию». В октябре 2010 года в рамках Кубка Испании друдина Иньяки Алонсо смогла сыграть вничью с мадридским «Реалом» (0:0). Ушёл из «Мурсии» в июне 2012 года. Затем тренировал ряд испанских коллективов из низших лиг.
В мае 2017 года хорватский клуб элитной первой лиги «Рудеш» подписал с испанским «Алавесом» партнёрское соглашение, в котором он играл роль фарм-клуба участника испанской Примеры. Вскоре после заключения договора его возглавил Алонсо. Однако уже зимой он покинул команду. В конце сезона соглашение между «Рудешем» и испанским коллективом было расторгнуто. Алонсо не остался без работы — до февраля 2021 года он продолжал трудиться в системе «Алавеса».
10 ноября 2021 года испанец стал главным тренером коста-риканского клуба «Депортиво Саприсса»